# Pleurota punctella
Pleurota punctella é uma espécie de insetos lepidópteros, mais especificamente de traças, pertencente à família Oecophoridae.
A autoridade científica da espécie é O. Costa, tendo sido descrita no ano de 1836.
Trata-se de uma espécie presente no território português.